# Hengqin IFC
Hengqin IFC или Hengqin International Finance Center («Международный финансовый центр Хэнцинь») — сверхвысокий небоскрёб, расположенный в новом деловом центре китайского города Чжухай, на острове Хэнцинь. Построен в 2020 году в стиле модернизма, по состоянию на 2020 год являлся самым высоким зданием города, 43-м по высоте зданием Китая, 52-м — Азии и 84-м — мира.
В 337-метровой башне расположены офисы, залы для конференций и жилые апартаменты, в подиуме — магазины и рестораны, на крыше размещается вертолётная площадка. Hengqin IFC имеет 69 наземных и четыре подземных этажа, площадь небоскрёба — почти 219 тыс. м². Фасады облицованы стеклом и металлическими панелями. Архитекторами Hengqin IFC выступили гонконгская фирма Aedas и CITIC General Institute of Architectural Design & Research, владельцем является оператор недвижимости Zhuhai Shizimen Central Business District Development Holdings. 